# 拜占庭式建筑
拜占庭式建筑，指的是拜占庭帝国时期的建筑风格。在古罗马巴西利卡式的基础上，融合了东方（主要是波斯、两河流域、叙利亚等）艺术，形成了新的风格。对后来的东欧建筑和伊斯兰教建筑有很大影响。

## 发展历史

### 前期（4－6世纪）
主要是延續古罗马的建築风格。拉文納的、八角形的聖維塔教堂和君士坦丁堡的神聖和平教堂、圣索非亚大教堂已具有突出的拜占庭建筑风格。在薩洛尼卡的聖迪米特里奧斯教堂和西奈山的聖凱瑟琳修道院亦顯示出早期的拜占庭建筑特色。早期興建的世俗建築包括君士坦丁堡大皇宮、地下水宮殿和有著192座塔樓的君士坦丁堡城牆等。

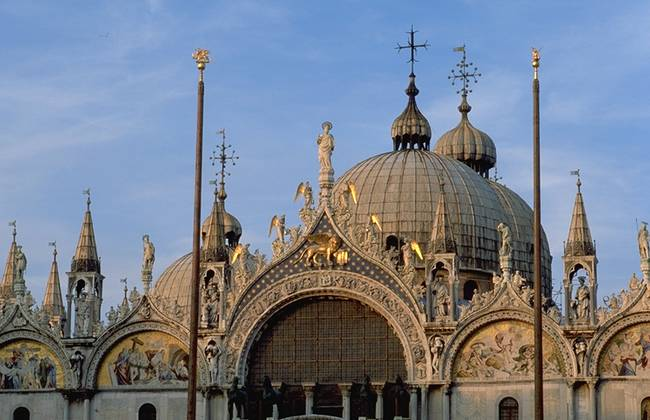
威尼斯圣马可教堂

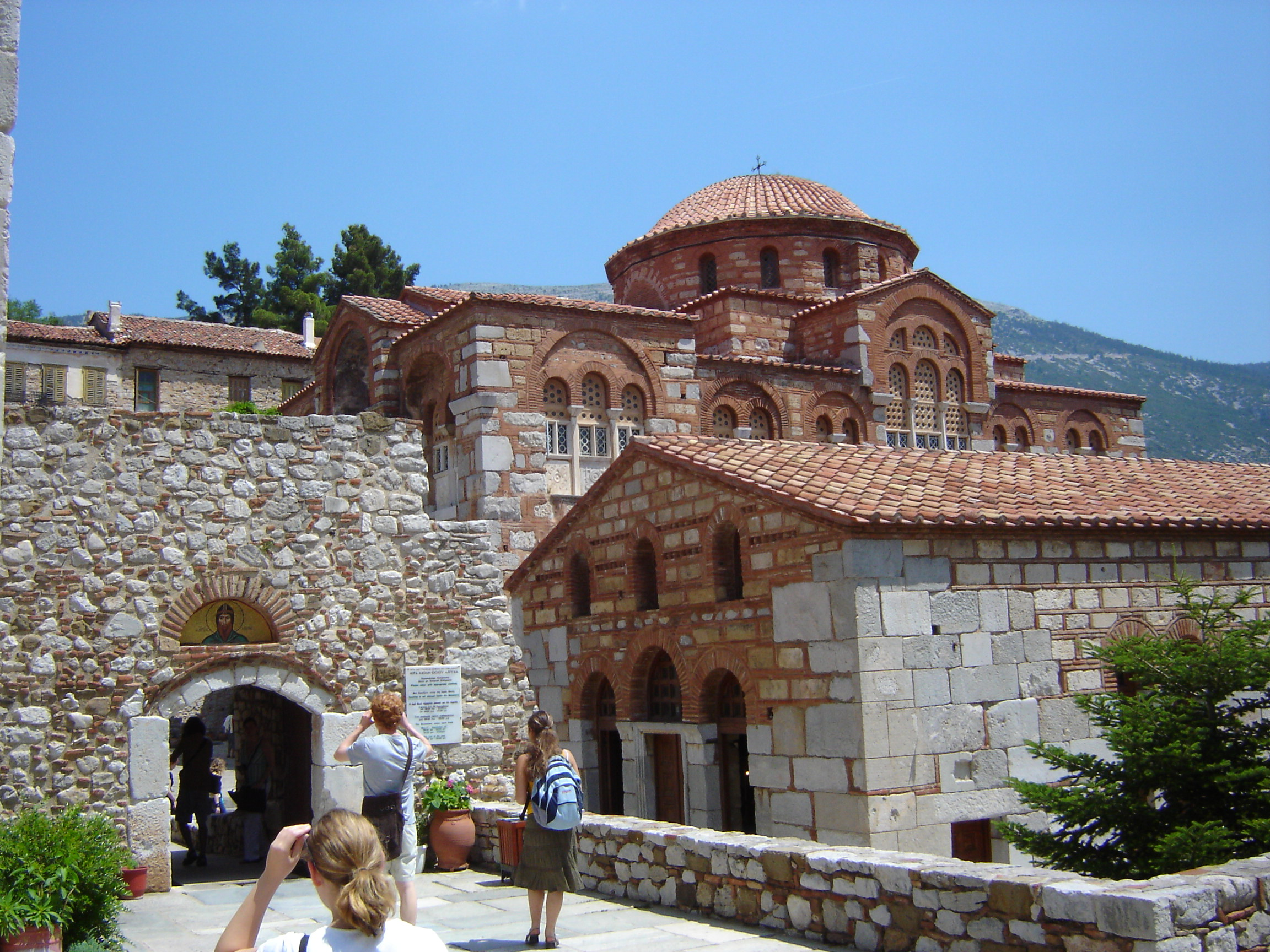
今天的俄西俄斯羅卡斯修道院

### 中期（7－12世纪）
由于外敌相继入侵，导致国土缩小，建筑也减少，规模也大不如前。这一时期的特点是占地少而向高处发展，中央大穹隆没有了，改为几个小穹隆群，并着重于装饰，如威尼斯的圣马可教堂。在馬其頓王朝（867-1056年），位於希臘的達夫尼修道院，俄西俄斯羅卡斯修道院和希俄斯新修道院興建完成，為拜占庭中期的建筑。而科穆寧王朝時期興建、位於伊斯坦堡和小亞細亞的拜占庭建築幾乎蕩然無存，現今剩下的包括位於卡帕多奇亞的數座石建修道院。

### 后期（13－15世纪）
数次东征使拜占庭帝國和其建築损壞不堪，尤以第四次十字軍東征為甚。以後巴列奧略王朝時期興建的建筑既不多，也没有什么新创造，在被奥斯曼帝国灭国后大多破损无存。
建於14世紀、位於薩洛尼卡的聖使徙教堂常被引用為典型的晚期拜占庭建築。其他在1453年，君士坦丁堡的陷落前所興建的教堂多數現存於希臘的阿索斯山和米斯特拉斯。

## 對後世的影響
在西歐和中歐，拜占庭建築風格的主流最終於中世紀讓位予羅曼式建築和哥德式建築。在東方的阿拉伯世界，拜占庭建築風格對早期的伊斯蘭建築產生了深遠的影響。位於大馬士革的倭馬亞大清真寺和位於耶路撒冷的圓頂清真寺就可印證此點。其中倭馬亞大清真寺的平面圖更類似公元6至7世紀時的巴西利卡形式。地磚、牆磚的鋪設、幾何格局、多拱門、圓頂和多色磚的運用都顯示了伊斯蘭建築和摩爾人的建築在一定程度上受到拜占庭建築的影響。
在保加利亞、俄羅斯、羅馬尼亞、塞爾維亞、喬治亞、烏克蘭和其他東正教國家，拜占庭建築風格持續的時間就更長久了。
拜占庭式建築沒有因為1453年拜占庭帝國滅亡而消失。反之，這種建築風格的復興於1840年代起重新開始於歐洲出現，並於19世紀後半期在俄羅斯帝國達到高峰。20世紀最大的拜占庭復興建築是位於塞爾維亞的聖薩瓦教堂。
由於在18世紀至20世紀早期，俄羅斯帝國內有著拜占庭建築風格的復興，境內至今仍保存有不少帶有拜占庭風格的建築。

## 建筑特点

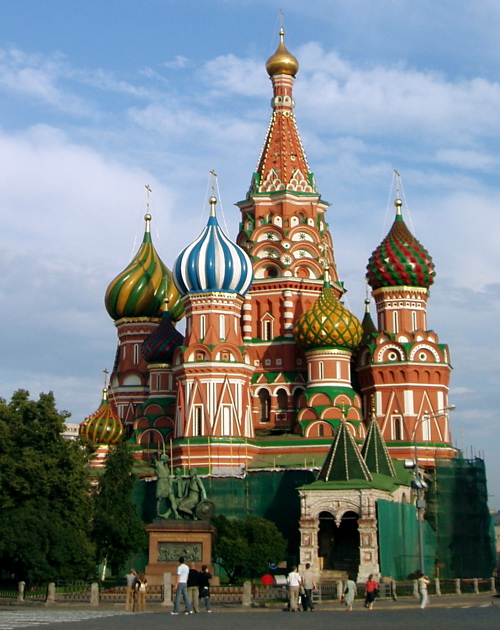
莫斯科的华西里·柏拉仁诺教堂，建成于1555年和1561年之间。

### 圆形穹顶

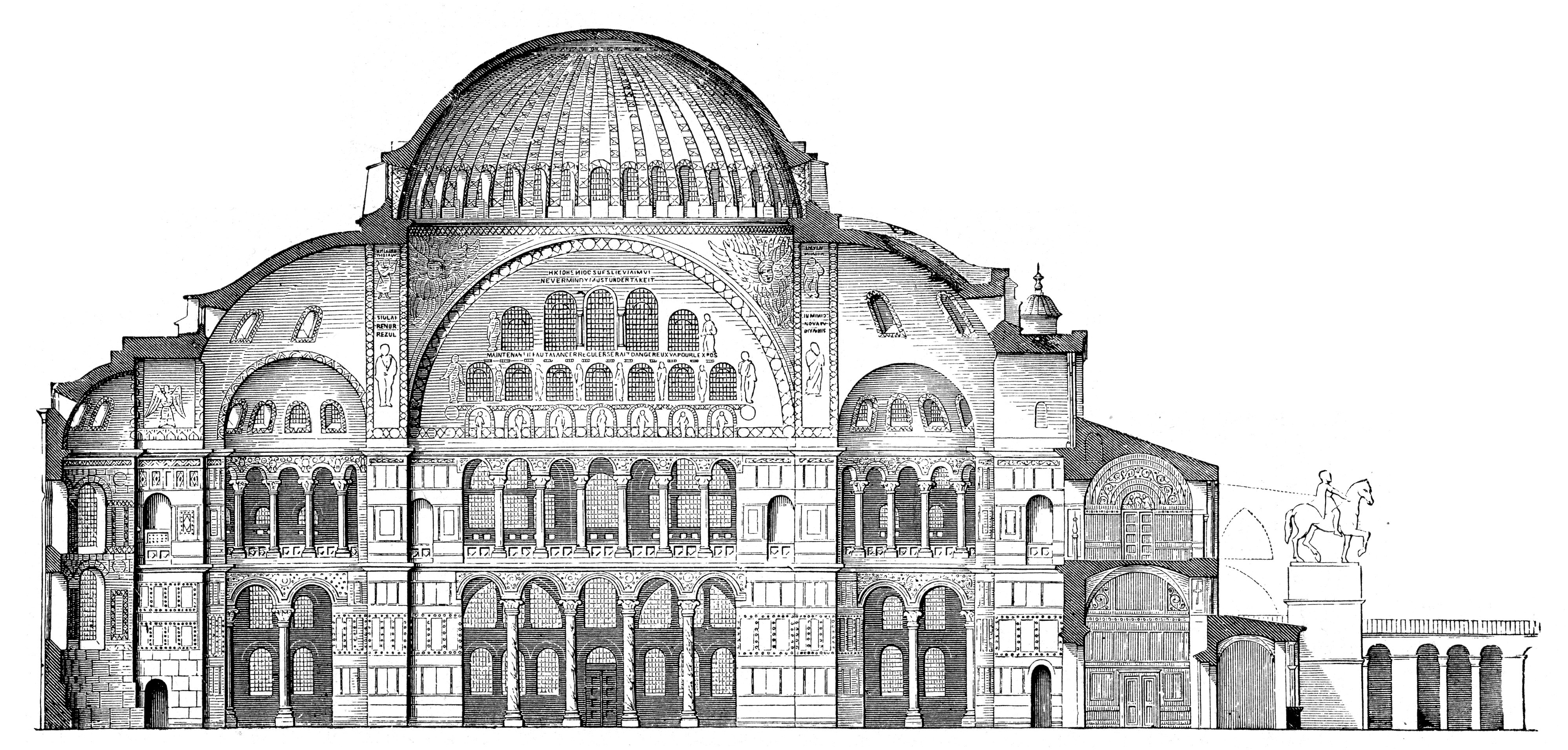
圣索非亚大教堂剖面图

穹隅（Pendentive）是指拱顶之间形成的三角形球面。在穹隅的發展前，建築師常採用疊澀拱或內角拱（Squinch）於四角以支撐建築。穹隅的发明使得方形基座上可以搭建巨大的圆形穹顶。这是一个古罗马建筑师没有解决的问题，是建筑史上的伟大发明 。圣索非亚大教堂即以大穹顶著称，并有多个圆形穹顶的小厅。高大宽阔，采光充分。

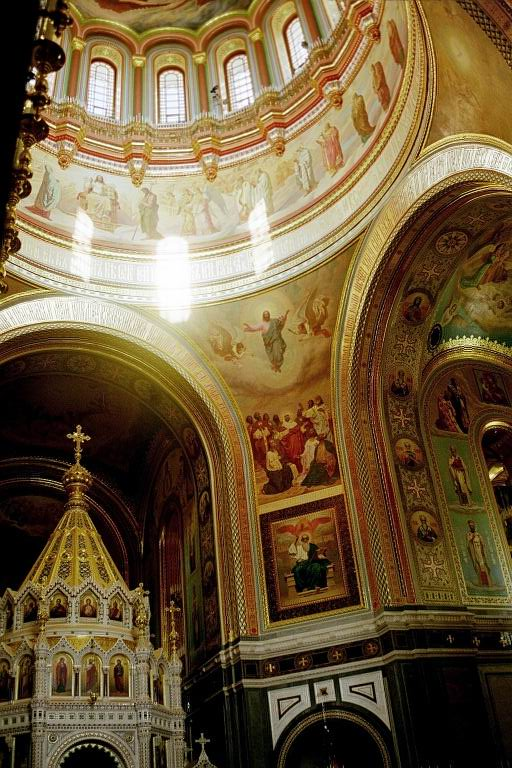
救世主大教堂 (莫斯科)一處的拱（圖片左方和右方），圓頂（正上方）和穹隅（中間）
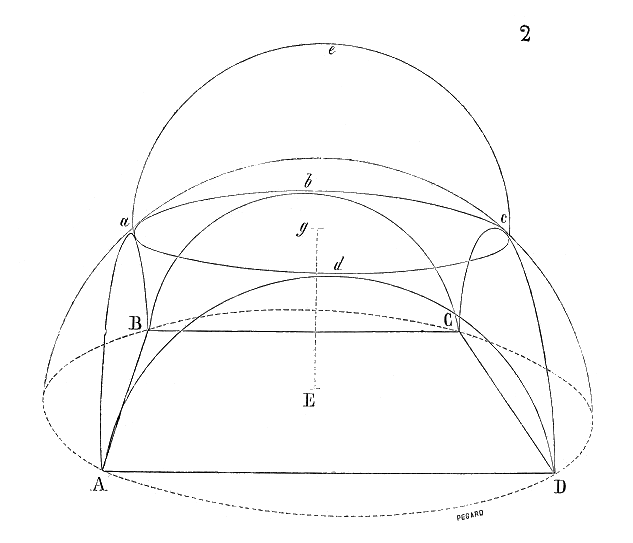
穹隅的形成
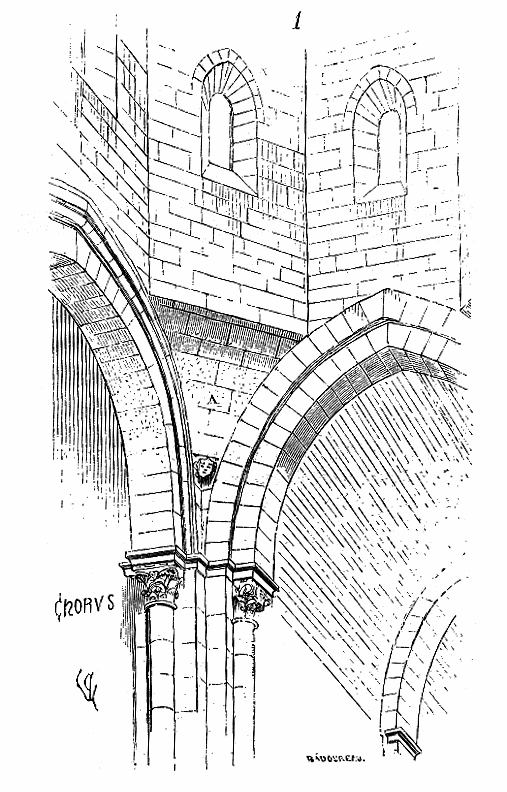
圖中A所標示的即為一穹隅

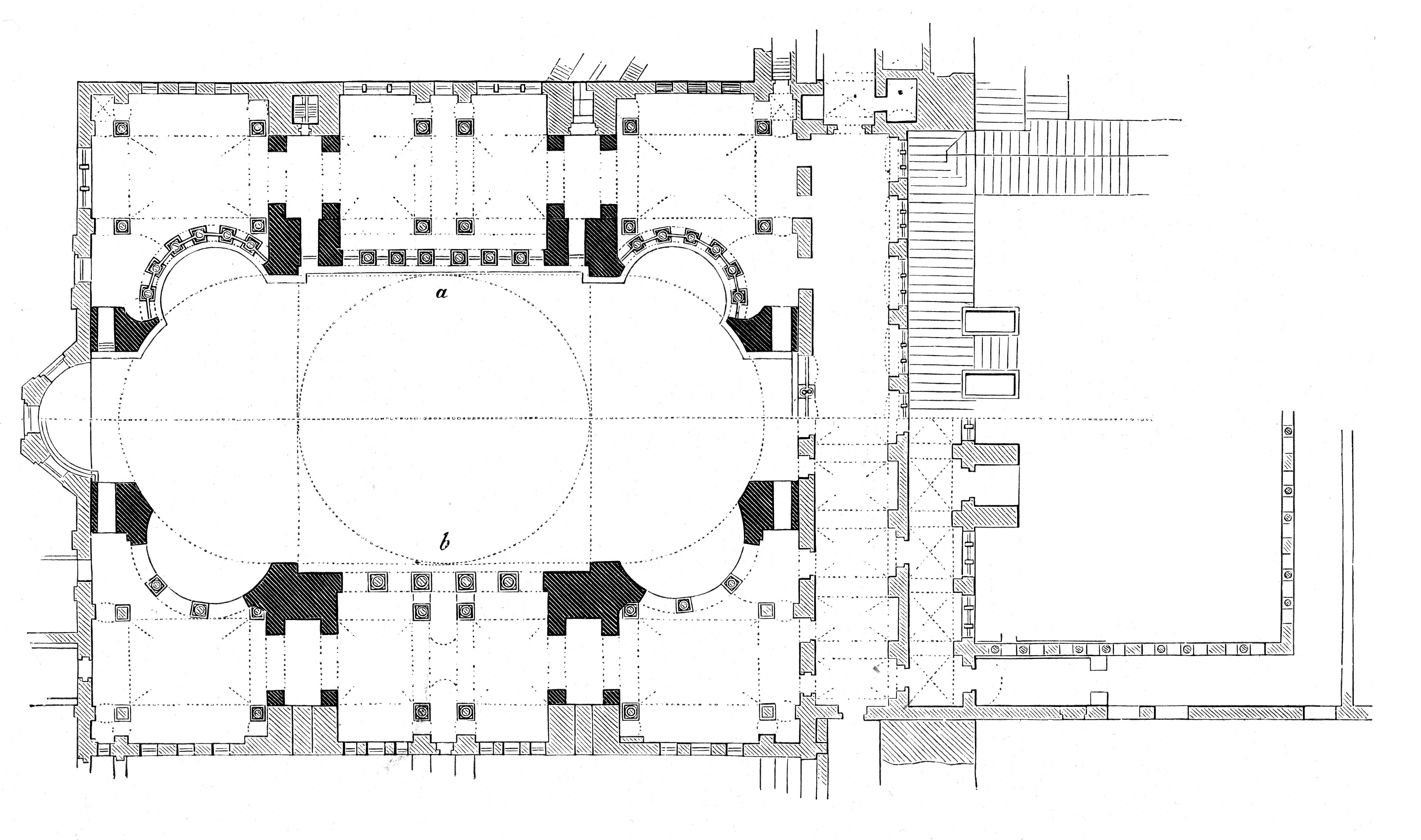
圣索非亚大教堂平面图

### 平面结构
圆形（辐射式）或正十字形。

### 壁画
大面积具有东方风格的壁画、镶嵌画。以金色调为主，色彩绚丽。

### 柱
柱头呈倒方锥形，刻有植物或动物图案，富于装饰性。

## 拜占庭式建築例子

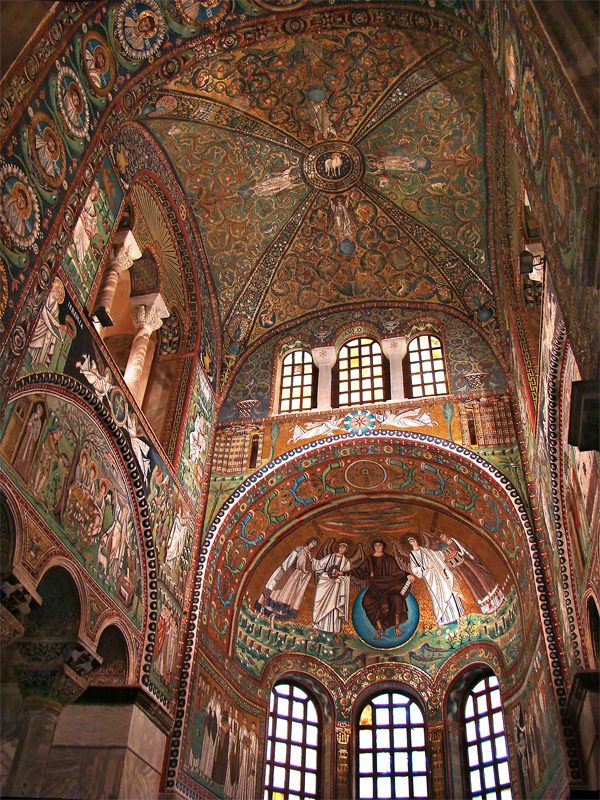
聖維塔教堂內部
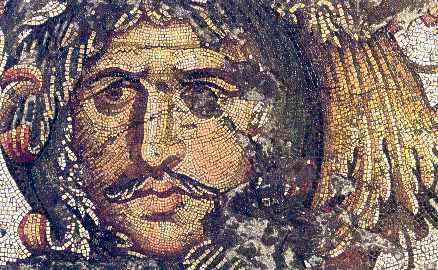
君士坦丁堡大皇宮一幅馬賽克
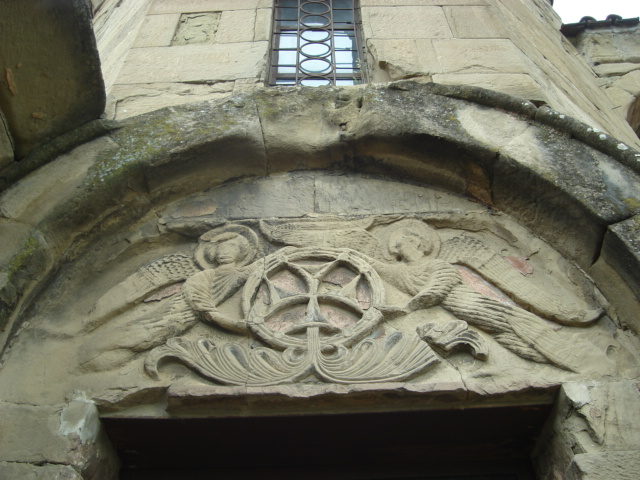
位於喬治亞的Jvari修道院，建成於586-605年
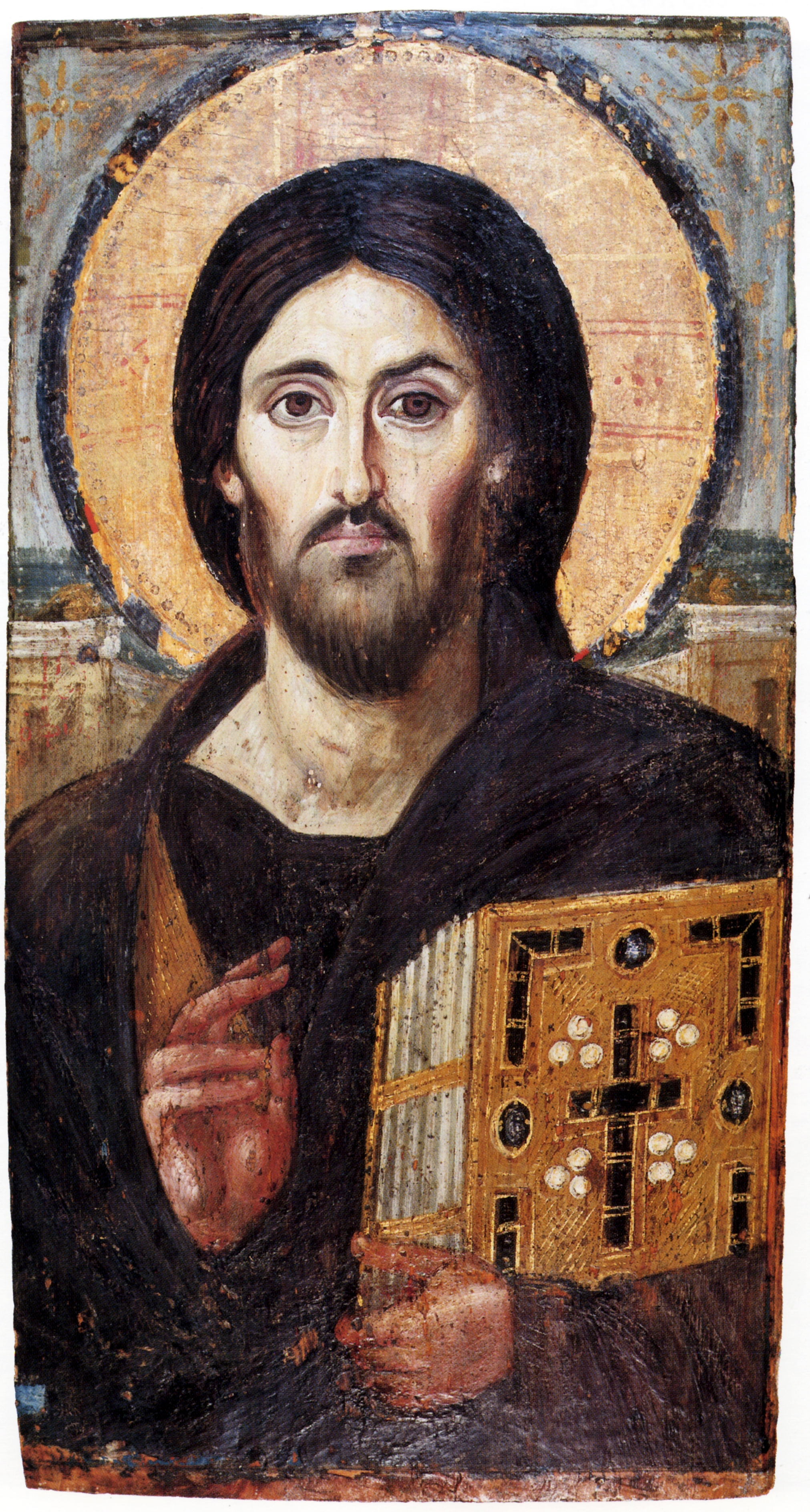
最古老的、位於聖凱瑟琳修道院的耶穌像
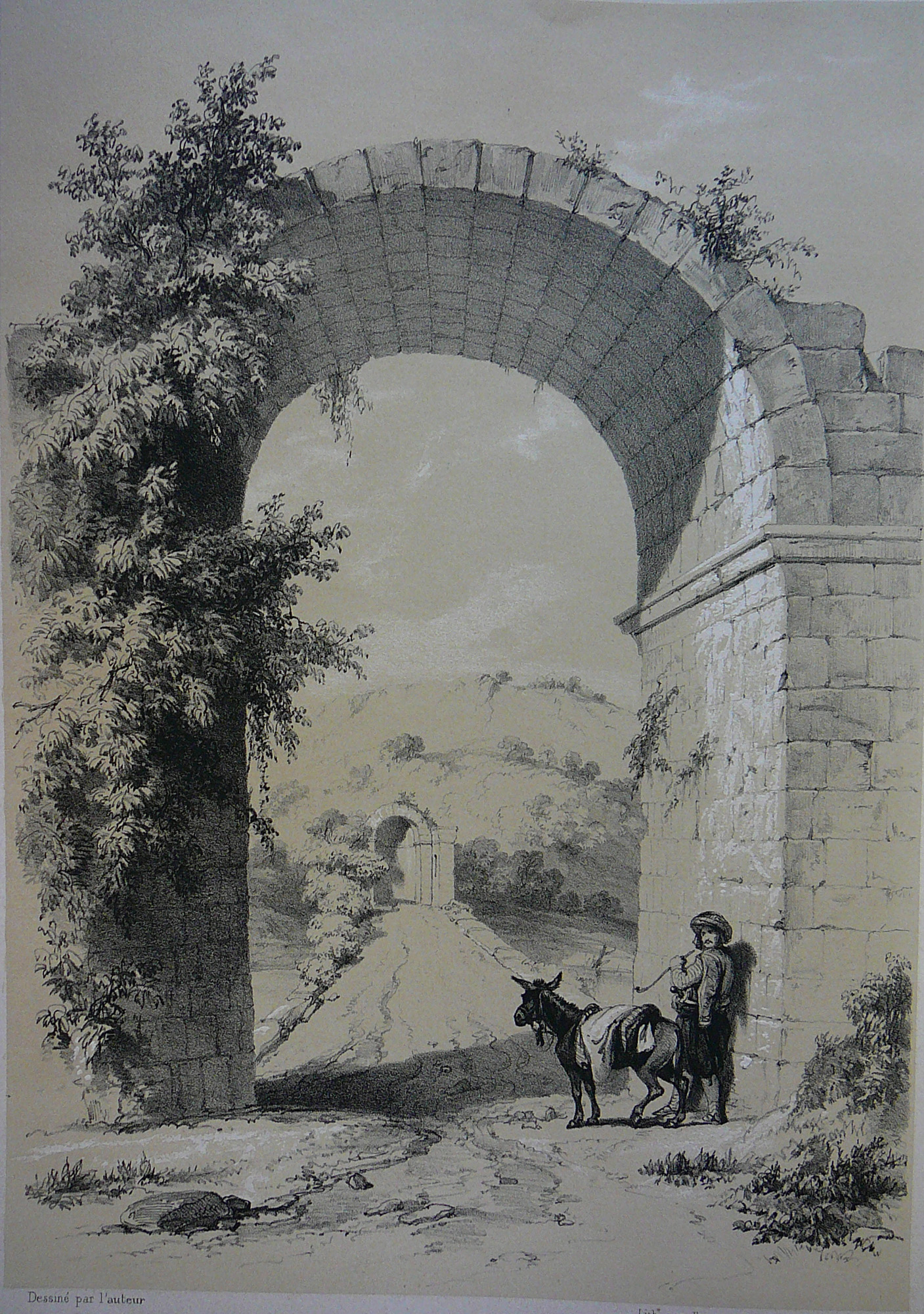
位於安納托利亞的Sangarius橋，長達430米，建於5-6世紀
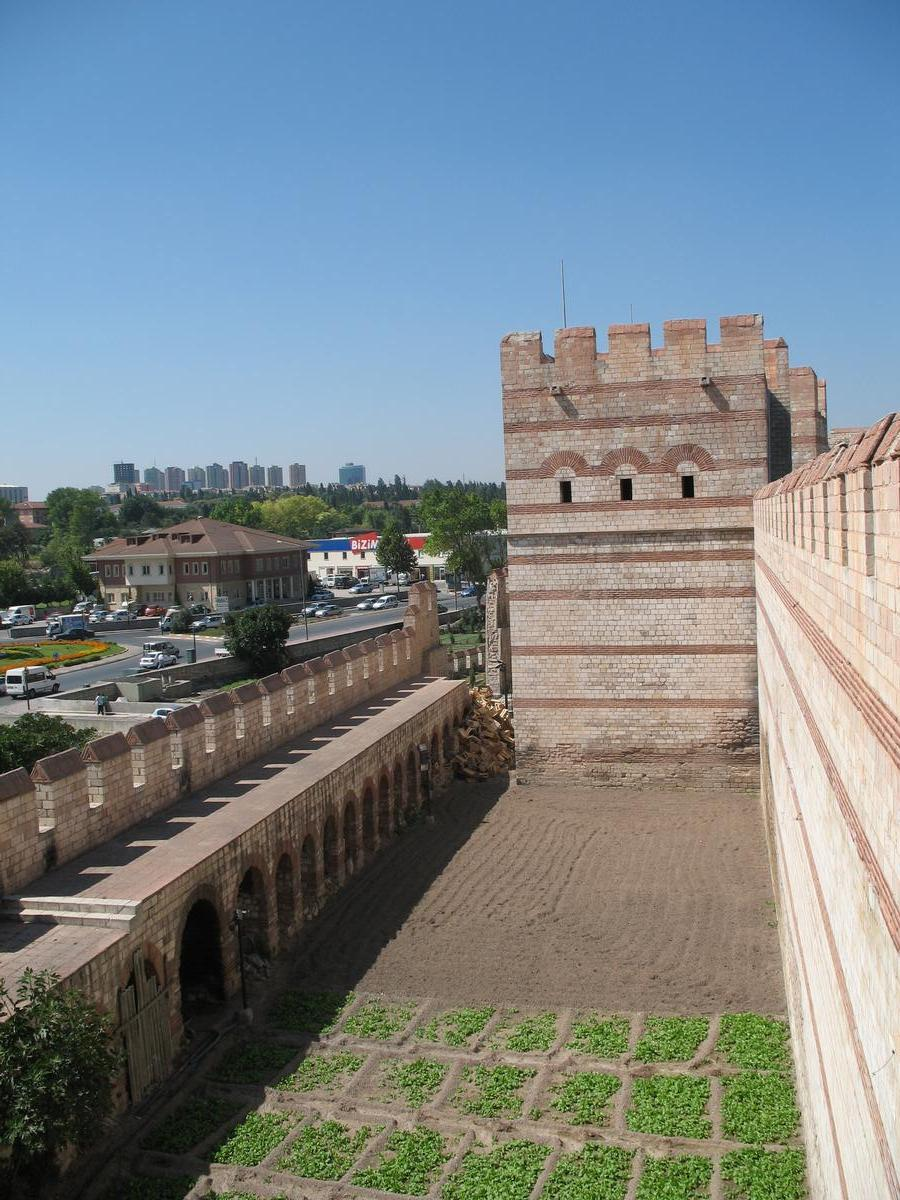
君士坦丁堡城牆
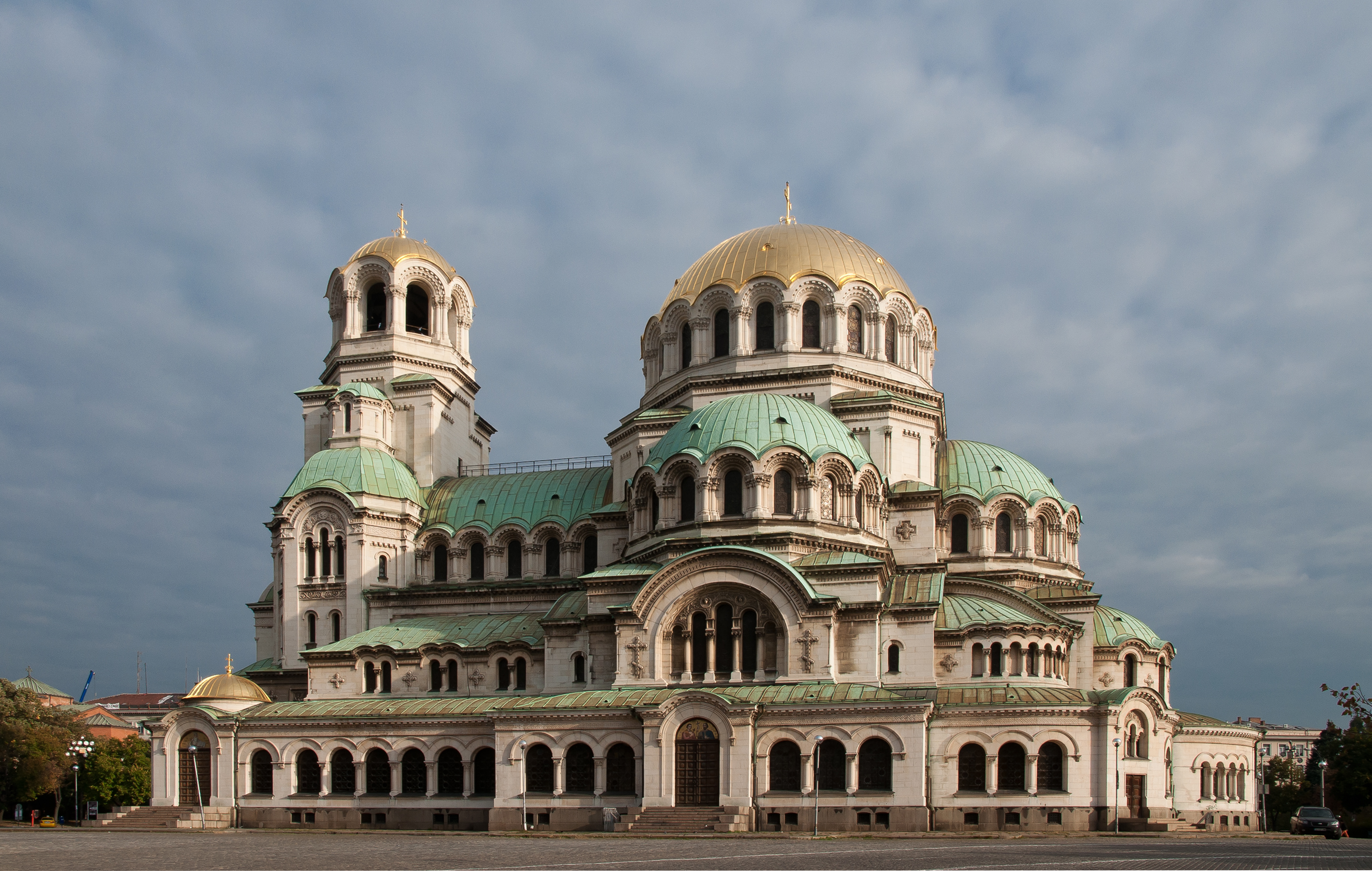
亞歷山大·涅夫斯基大教堂 (索非亞)
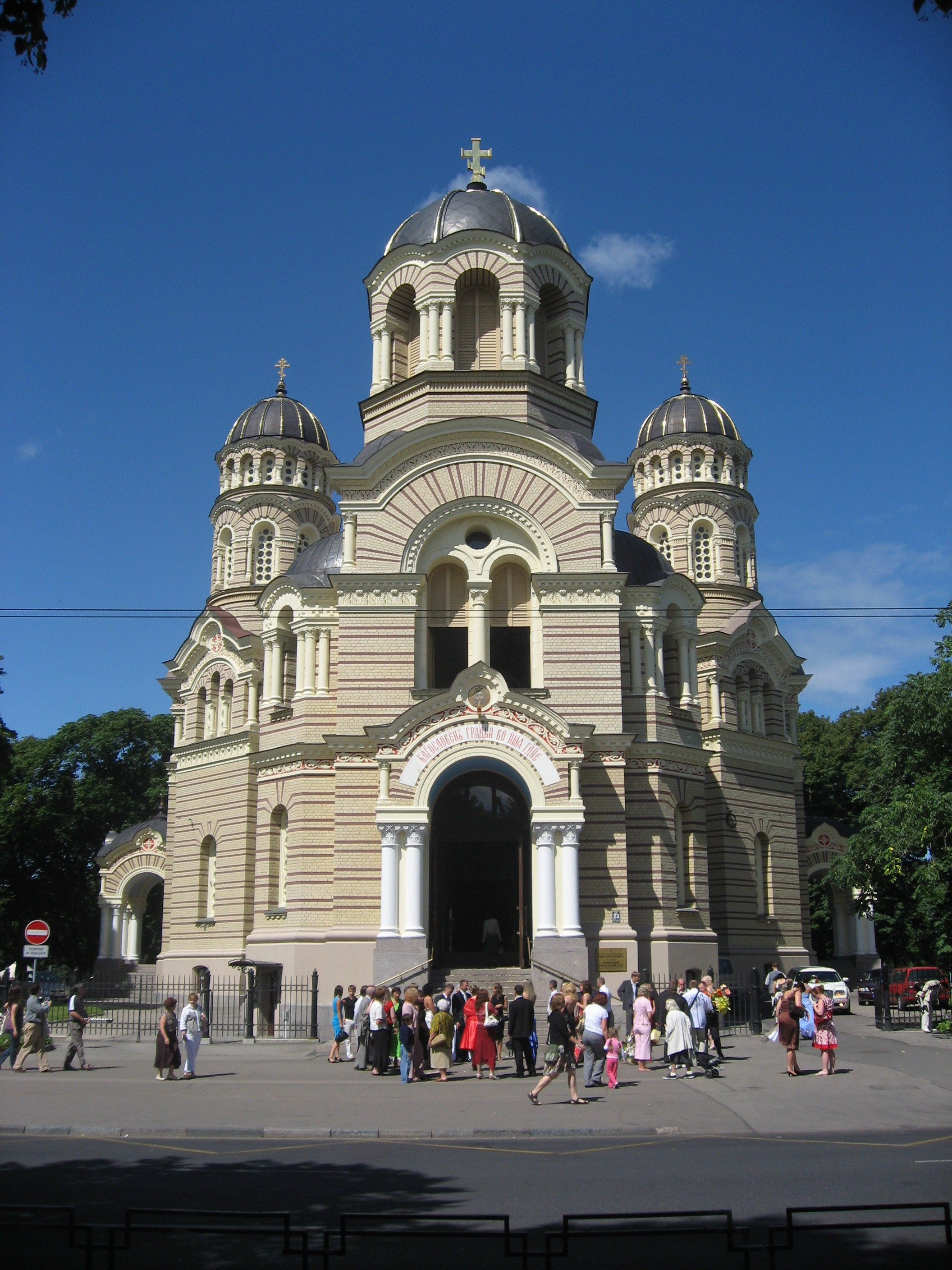
里加聖誕主教座堂
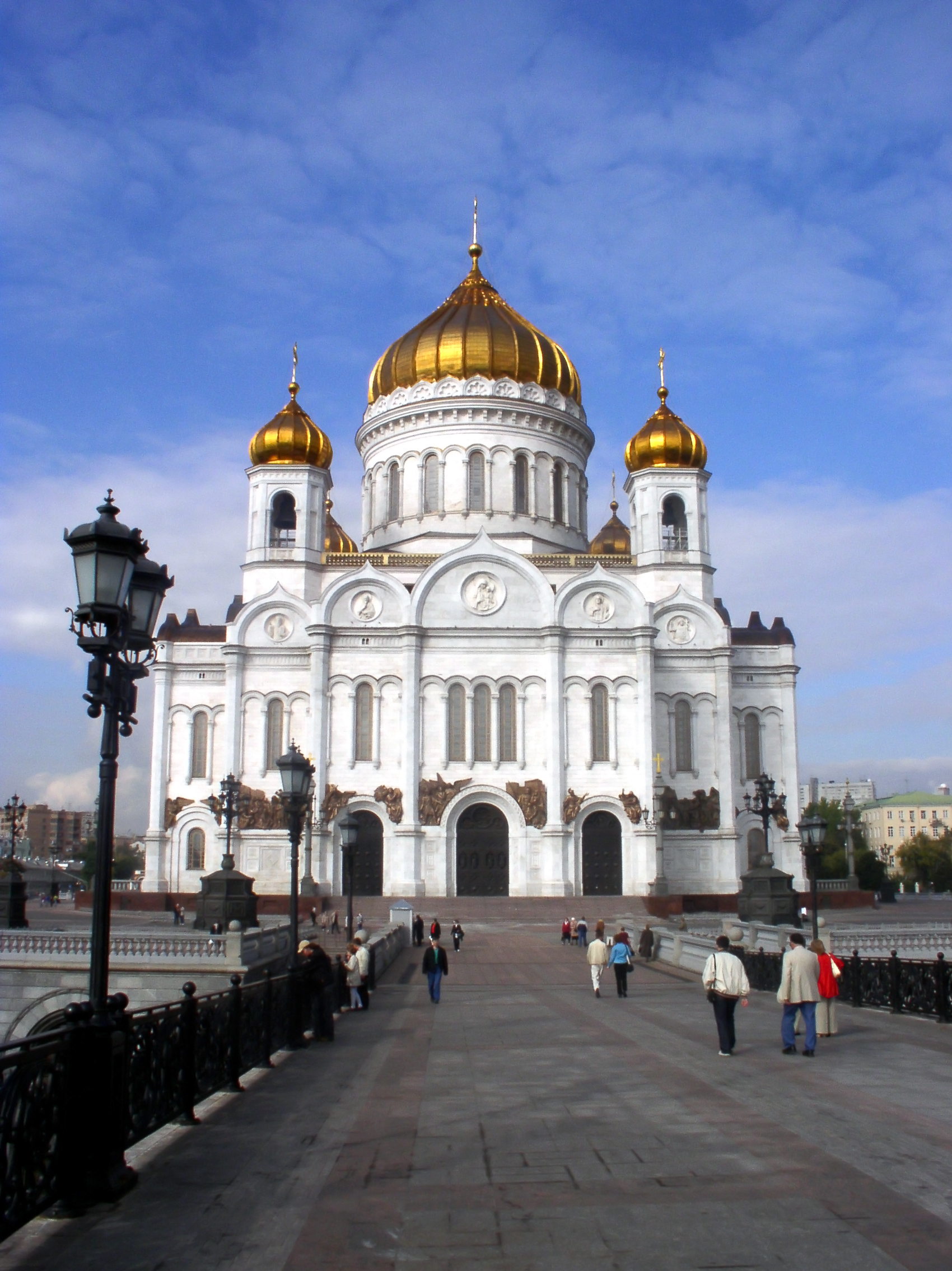
救世主大教堂 (莫斯科)
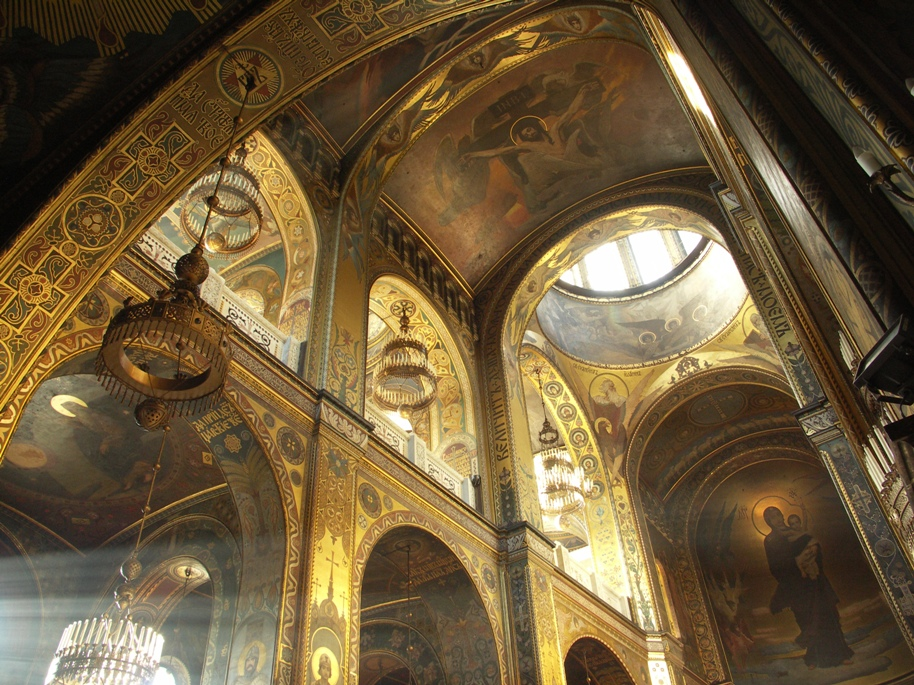
聖弗拉基米爾主教座堂 (基輔)內部
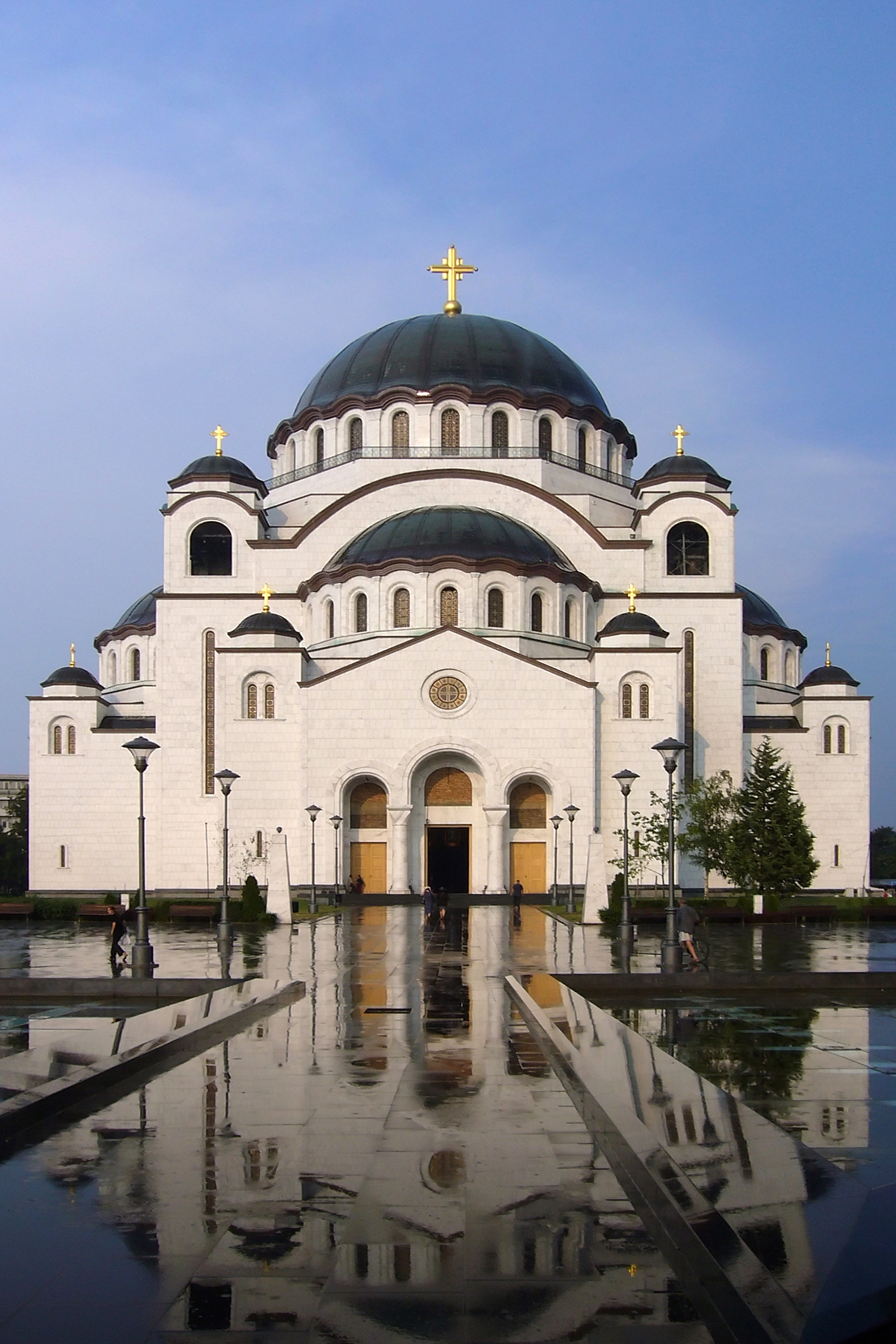
塞爾維亞的聖薩瓦教堂
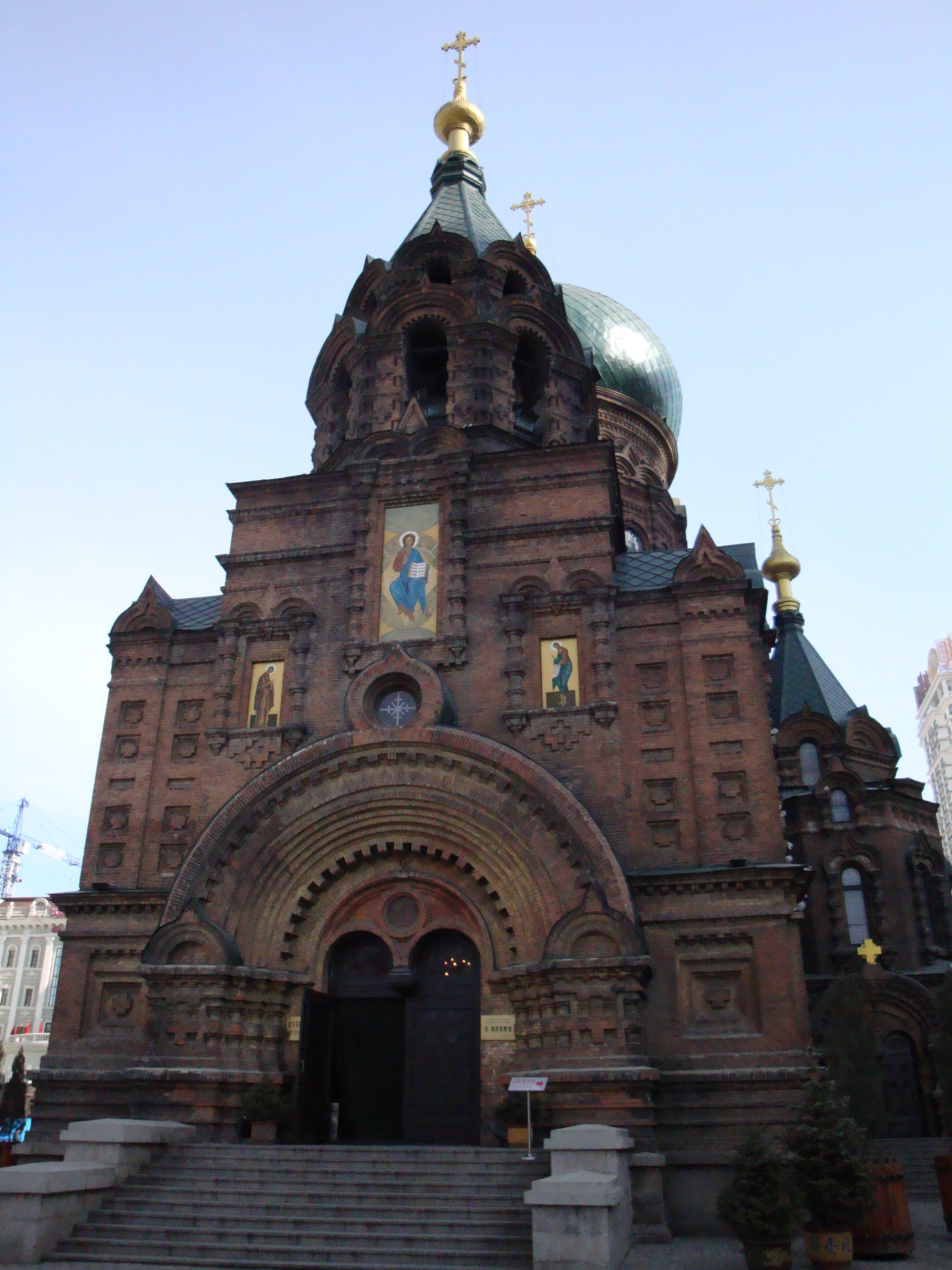
哈尔滨圣索菲亚教堂
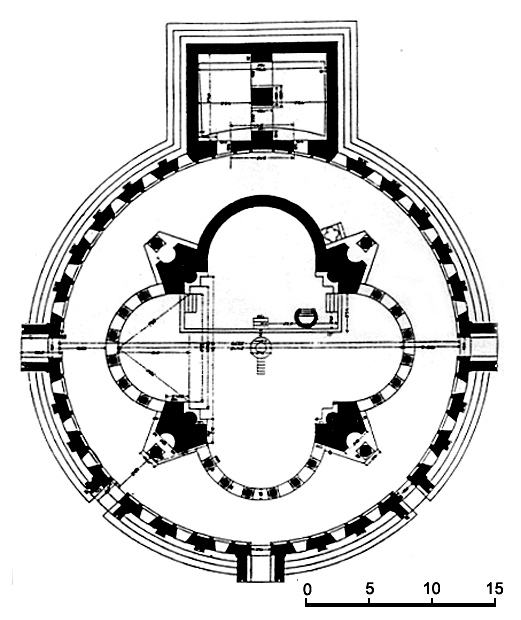
公元六世紀、建於拜占庭統治時的亞美尼亞的一座教堂平面圖，為一座Tetraconch建築，有四個半圓形後殿
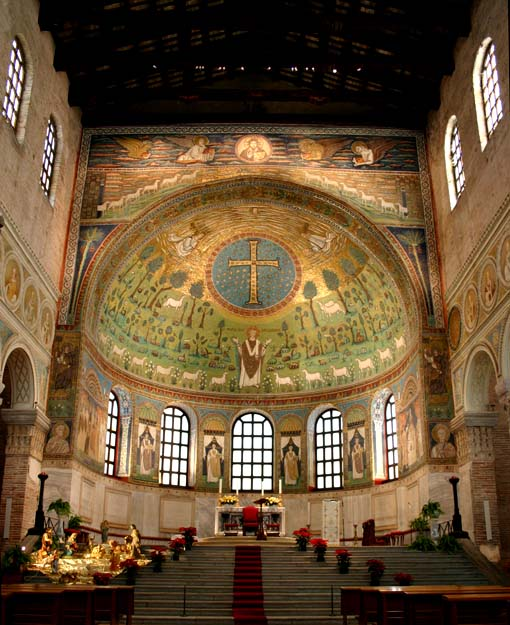
拜占庭式教堂亦常有著半圓形後殿
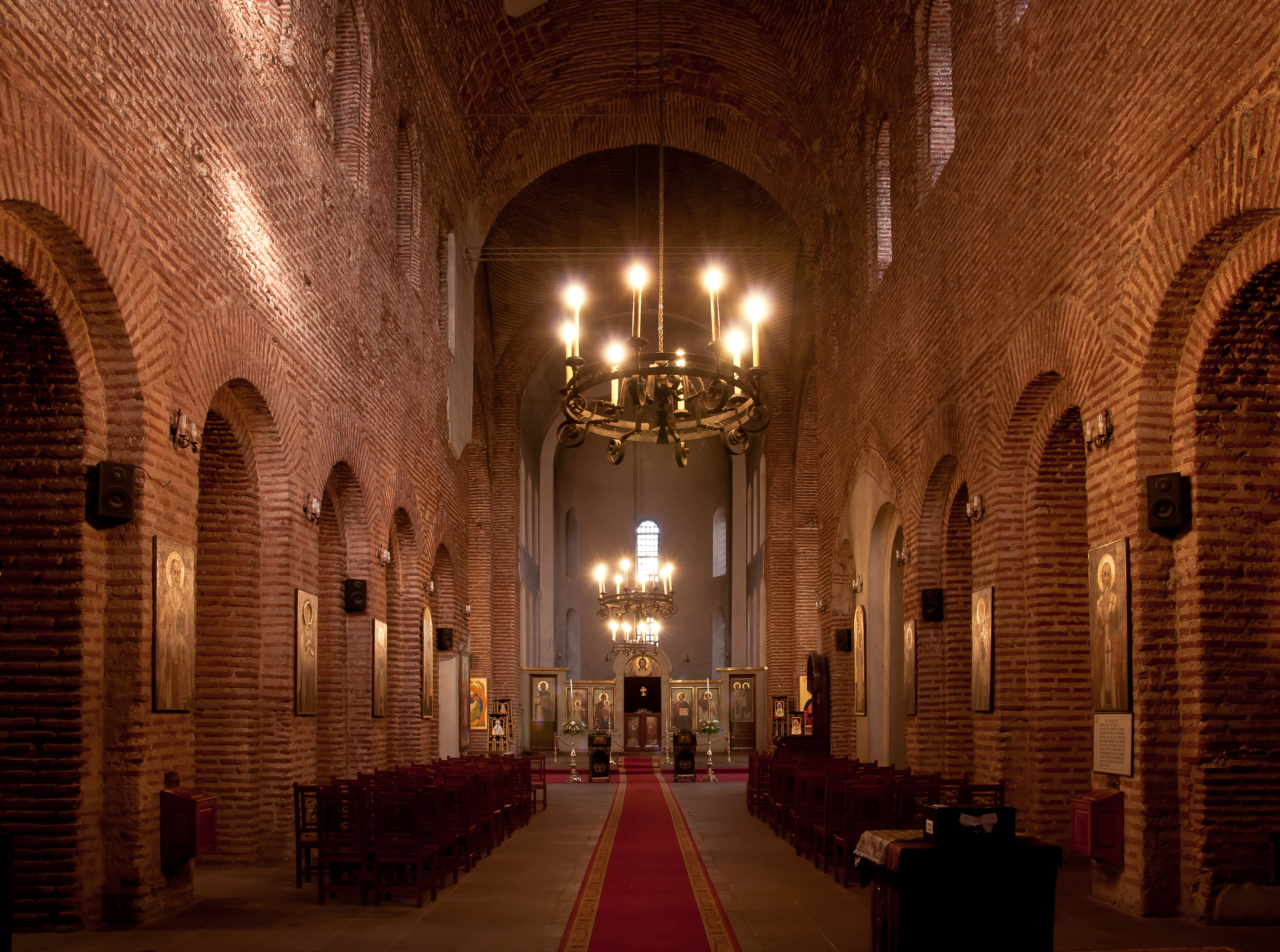
保加利亞索非亞的聖索菲亞大教堂，可追溯至6世紀，有著巴西利卡的建築形式
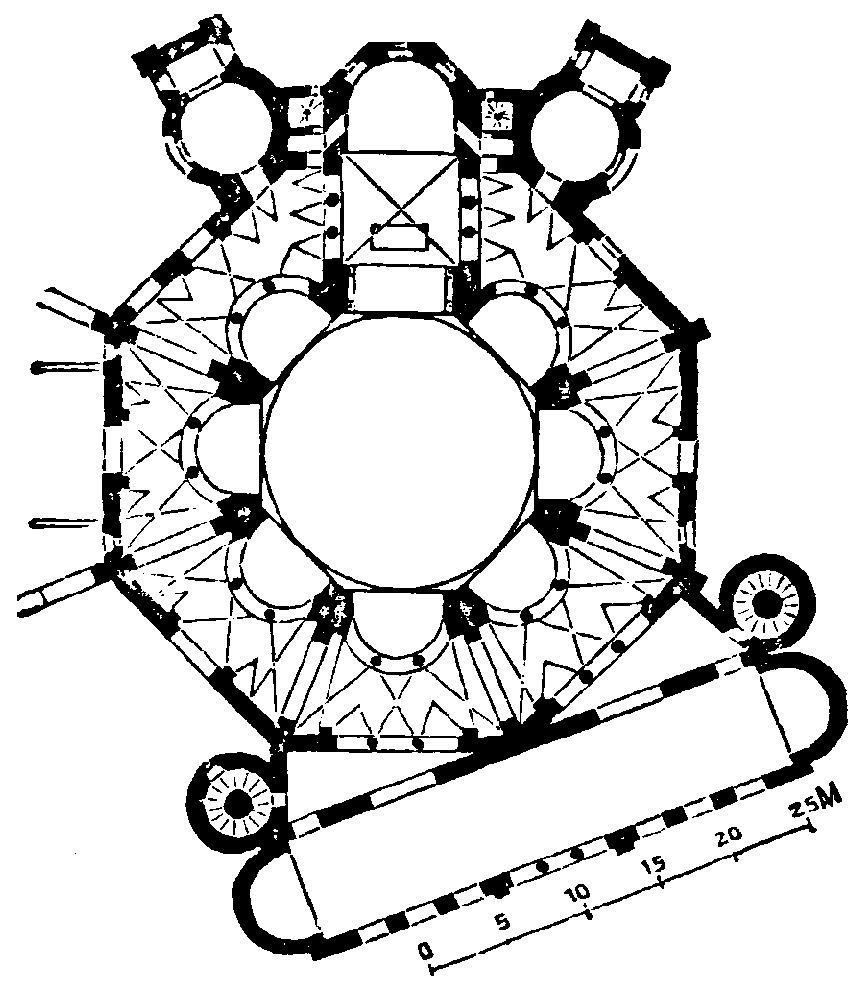
拉文納聖維塔教堂的平面圖，顯示了其特別的八角形頂
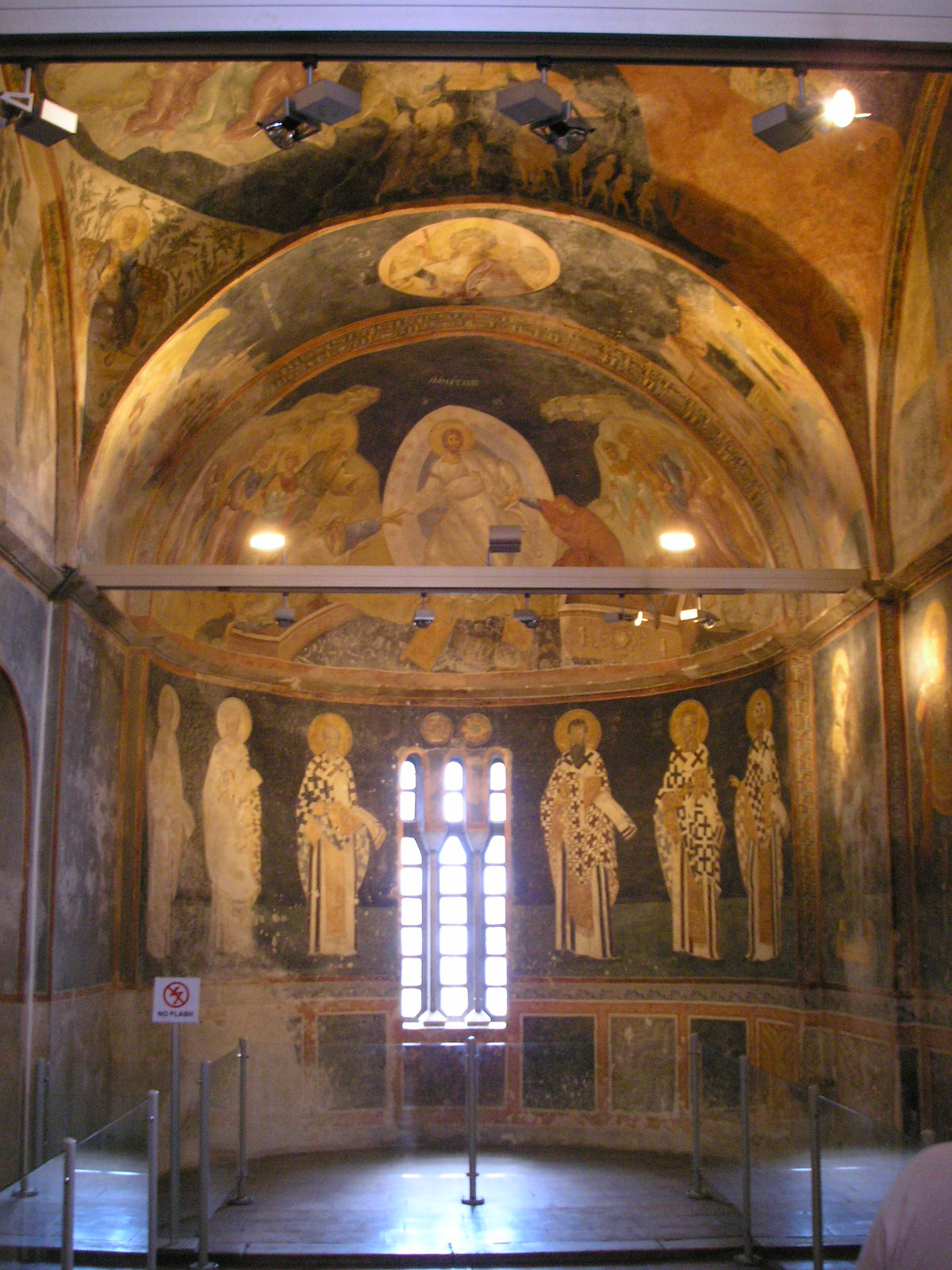
今伊斯坦堡的科拉教堂，存在著稱為Parecclesion的一種側禮拜堂，是君士坦丁堡其中一個顯示了巴列奧略建築特色的重要例子

## 延伸阅读
- Fletcher, Banister（英语：Banister_Fletcher）; Cruickshank, Dan, Sir Banister Fletcher's a History of Architecture （页面存档备份，存于）, Architectural Press, 20th edition, 1996 (first published 1896). ISBN 0-7506-2267-9. Cf. Part Two, Chapter 11.
- 西里尔·曼戈. . 由张本慎 等翻译. 北京: 中国建筑工业出版社. 1999. ISBN 7112037379.
- Ousterhout, Robert; Master Builders of Byzantium （页面存档备份，存于）, Princeton University Press, 1999. ISBN 0-691-00535-4.